# Ronan (álbum)
Ronan é o título do primeiro álbum de estúdio do cantor Ronan Keating. Foi lançado mundialmente pela Polydor em 31 de Julho de 2000.
| Críticas profissionais                                                      | Críticas profissionais |
| Avaliações da crítica                                                       | Avaliações da crítica  |
| Fonte                                                                       | Avaliação              |
| --------------------------------------------------------------------------- | ---------------------- |
| All Music Guide                                                             | [ 1 ]                  |
| Entertainment.ie                                                            | [carece de fontes?]    |
| Esta tabela precisa de ser acompanhada por texto em prosa. Consulte o guia. |                        |

## Faixas

### Disco original
1. "Life is a Rollercoaster" (Alexander/Nowels) – 3:56
2. "The Way You Make Me Feel" (Adams/Thornalley) – 3:54
3. "In This Life" (Reid/Shamblin) – 3:10
4. "Heal Me" (Alexander/Nowels) – 4:05
5. "Keep on Walking" (Keating/Leonard/Thicke) – 3:56
6. "When You Say Nothing at All" (Overstreet/Schilitz) – 4:18
7. "Brighter Days" (Chambers/Hill) – 4:55
8. "If You Love Me" (Baker/Diamond/Keating/Lipson) – 3:27
9. "If I Don't Tell You Now" (Warren) – 3:20
10. "Only for You" (Bagge/Birgisson/Tucker) – 4:29
11. "Addicted" (Hector/Lipson/Power) – 5:25
12. "When the World Was Mine" (Holyfield/Liversey) – 5:18
13. "Believe" (Keating/Leonard) – 5:04

### Relançamento

#### Disco um
1. Life Is a Rollercoaster
2. The Way You Make Me Feel
3. In This Life
4. Heal Me
5. Keep on Walking
6. When You Say Nothing at All
7. Brighter Days
8. If You Love Me
9. If I Don't Tell You Now
10. Only for You
11. Addicted
12. When the World Was Mine
13. Believe
14. Lovin' Each Day

#### Disco dois
1. "When You Say Nothing at All" (vídeo e multimídia)
2. "Life Is a Rollercoaster" (vídeo e multimídia)
3. "The Way You Make Me Feel" (vídeo e multimídia)
4. "Lovin' Each Day" (vídeo e multimídia)